# Pierre Prévost
Pierre Prévost (Montigny-le-Gannelon, 7 dicembre 1764 – Parigi, 30 agosto 1823) è stato un pittore francese.
In particolare, è stato il primo pittore francese di panorami.
Fu allievo di J. Moreth e di Pierre-Henri de Valenciennes, famoso pittore paesaggista.
Da Tolone si imbarcò per un viaggio in Oriente nel 1817 con Louis Nicolas de Forbin, l'architetto Jean Nicolas Huyot e il giovane nipote Léon Matthieu Cochereau, anch'egli pittore. Grazie alle impressioni tratta dal viaggio dipinse i panorami di Atene, Costantinopoli e Gerusalemme.
È sepolto nel cimitero di Père-Lachaise a Parigi.

## Opere

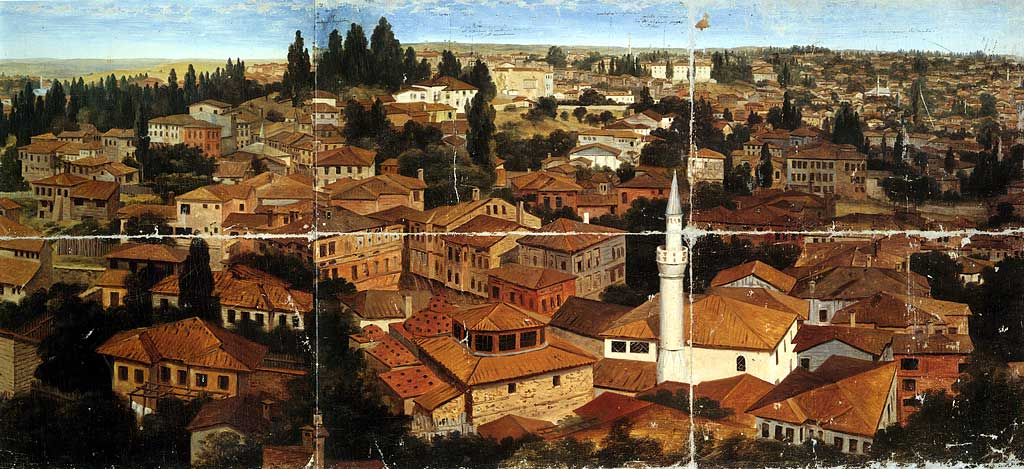
Panorama di Costantinopoli, dettaglio, 1818

- Veduta di Parigi dalle Tuileries con l'aiuto di Constant Bourgeois, Denis Fontaine e Jean Mouchet

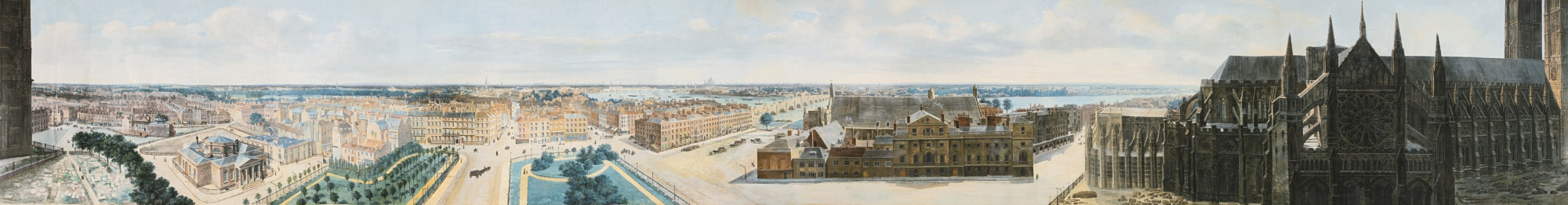
A Panoramic View of London, from the Tower of St. Margaret's Church, Westminster

- Panorama di Lione
- Panorama di Roma
- Panorama di Napoli
- Battaglia di Wagram
- Panorama di Anversa
- Panorama di Londra
- Panorama di Gerusalemme
- Panorama di Atene